# Hundsfeldi csata
A hundsfeldi csata a Német-római Császárság és Lengyelország közt 1109. augusztus 24-én vívott ütközet volt.
A csatát III. Ferdeszájú Boleszláv lengyel fejedelem nyerte V. Henrik német-római császár ellen, akinek oldalán ott volt Boleszláv elűzött féltestvére, Zbigniew volt lengyel fejedelem is.
A csata a mai Wrocław lengyel város Psie Pole (azaz „Kutyák mezeje”, németül „Hundsfeld”) nevű kerületében zajlott, ezért a  lengyelek Psie Pole-i csata néven ismerik. A mezőt azért nevezte el így Wincenty Kadłubek lengyel krónikás, mert „a kutyák, miután oly sok tetemet faltak fel (a csatamezőn), olyan őrületbe estek, hogy senki sem merte megkockáztatni hogy arra menjen.”